# Дайса

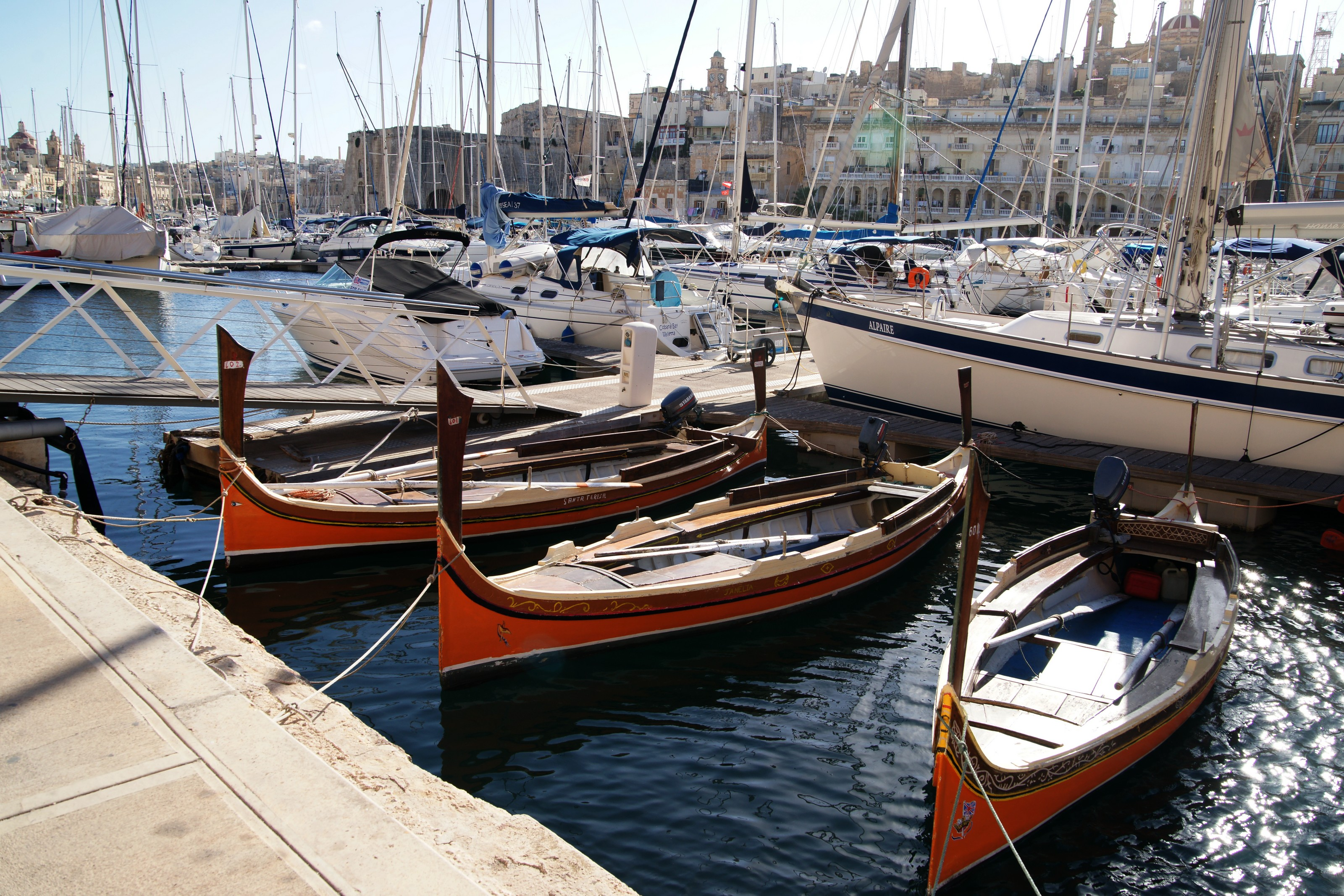
Пришвартовані дайси в Біргу в 2013 році

Дайса (мальт. dgħajsa, мн. dgħajjes [dɐɪjɛs]) — традиційне водне таксі (паромний човен) на о.Мальта. Хоча цей човен зазвичай називають просто дайса, його повна назва дайса тал-пас (мальт. Dgħajsa tal-pass), оскільки слово «дайса» мальтійською мовою може відноситись до будь-якого типу човна. Човен відомий з початку XVII ст. і широко використовувався для перевезення пасажирів у Великій гавані і у гавані Марсашметт в XVIII—XX століттях.
Наприкінці XX століття використання цих човнів скоротилося і сьогодні залишилося лічені дайса, які переважно перевозять туристів. Спеціальні версії цих човнів досі широко використовуються у веслувальних регатах, які проводяться на Мальті двічі на рік.

## Історія
Під час правління на Мальті лицарів-госпітальєрів, у міру розвитку поселень Валлетта, Біргу, Бормла та Сенглея, зріс попит на поромні перевезення між цими містасми через Велику гавань. Вважається, що поромний човен дайса тал-пас був розроблений для задоволення цієї вимоги на початку XVII століття. Найраніші відомі згадки про поромні човни в гавані датуються 1601 роком, а найранішим відомим зображенням є малюнок Віллема Шеллінкса 1664 року. Дизайн дайси має схожість з поромними човнами з Сицилії.

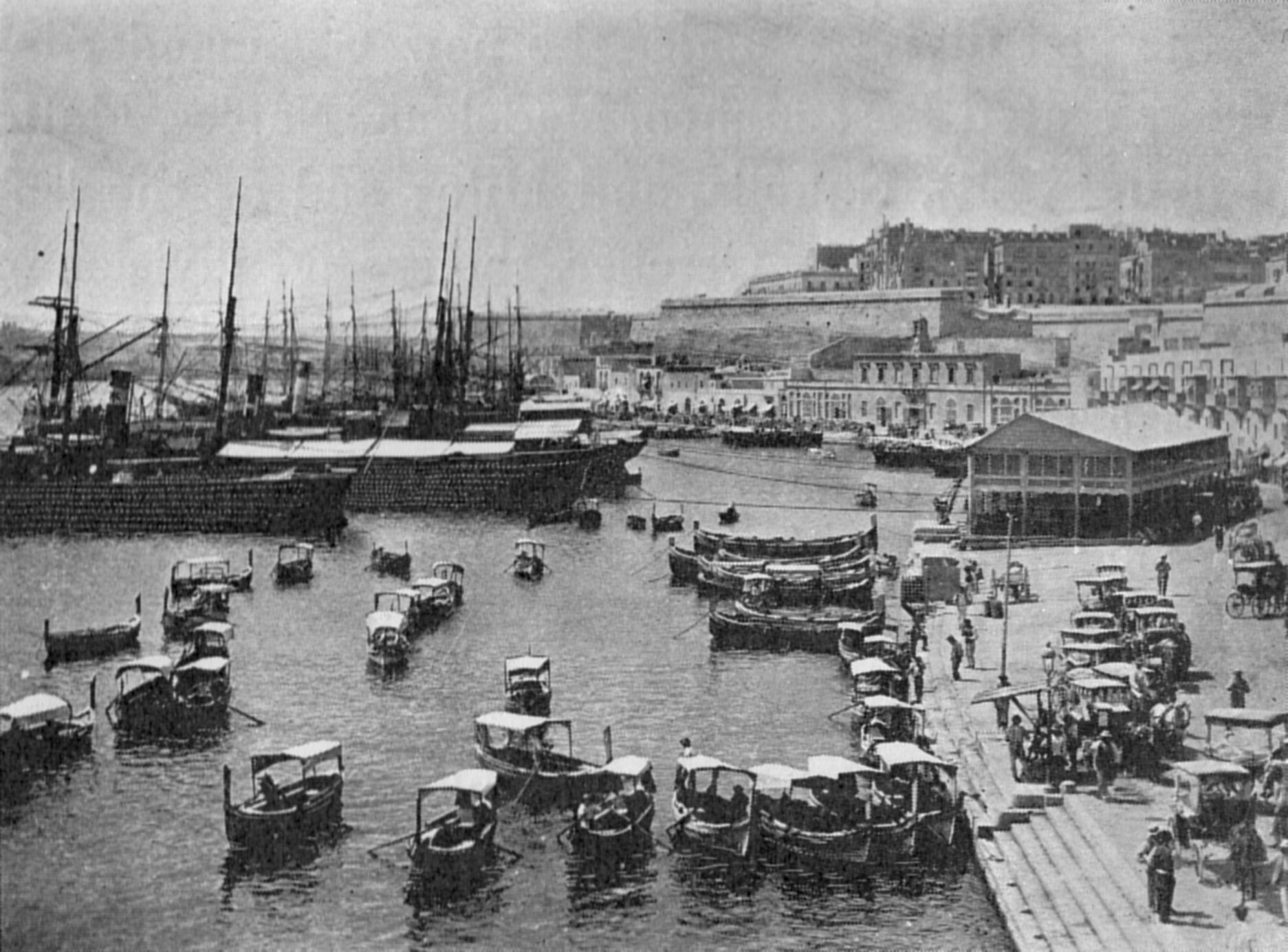
Вид на Велику гавань у 1890-х роках із різними гаванями на передньому плані.

Вважається, що кількість дайс в гавані значно зросла в XVIII столітті, і Великі магістри Мальтійського ордену Антоніо Мануель де Вільена та Еммануїл де Роган-Полдюк навіть видали правила, спрямовані на запобігання втечі мусульманських рабів з Мальти на борту дайс. У XIX столітті, коли Мальта перебувала під британським правлінням, дайси широко використовувалися для перевезення пасажирів у Великій гавані і гавані Марсашметт. У цей момент дизайн човнів був змінений, і вони, як правило, були дуже яскраво прикрашені.
Дайси використовувалися для переправлення людей з кораблів на берег, а також для переправлення людей між поселеннями на узбережжі гавані. Зазвичай його приводив в рух один чоловік, який стояв обличчям вперед і штовхав обидва весла. У 1950-х роках принцеса Єлизавета (згодом королева Єлизавета II) подорожувала на дайсі під назвою St. Angelo з корабля Королівського флоту до форту Сент-Анджело. Цей човен був побудований у 1950—1952 роках, згодом він був відреставрований і дотепер використовується для перевезення туристів у Великій гавані.

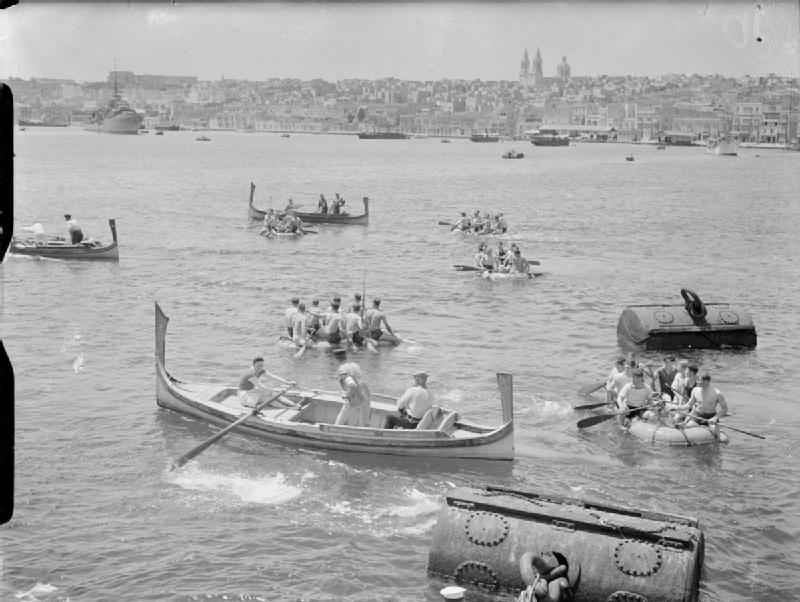
Екіпаж HMS Kelvin (F37) на дайсах і дінгі зі свого корабля готується до перегонів під час Другої світової війни

Деякі дайси також мали обмежене використання за межами Мальти. У 1950-х Сальваторе Формоза став офіційним човнярем на кораблі HMS «Surprise» (K346), і його дайса використовувалась в різних середземноморських портах, куди заходив «Surprise», зокрема в Неаполі, Сен-Тропе, Ріміні, Барселоні та Монако. Перебуваючи у Венеції, Формоза викликав на перегони гондольера і, як повідомляється, обігнав на своїй дайса місцеву гондолу. Дайса Формози зараз зберігається в Морському музеї Мальти.
Використання дайс почало знижуватися після того, як у портах Мальти в 1882 і 1906 роках були введені регулярні пароми, а в 1918 році — автобуси для сполучення по узбережжю. Скорочення британських військ на Мальті в другій половині XX століття ще більше посилило її занепад. Кількість човнів значно скоротилася з 1970-х років, і сьогодні збереглося не більше кількох десятків оригінальних човнів. Мало хто зберігає навички будівництва таких човнів. Дайси, які все ще використовуються сьогодні, в основному перевозять туристів під час турів по портах Мальти. Koperattiva tal-Barklori — це кооператив власників човнів, які намагаються зберегти нечисленні дайси, що залишились на сьогодні Вважається, що найстарішим збереженим човном, який досі використовується, є Palomba, побудований в середині XIX століття.

## Опис

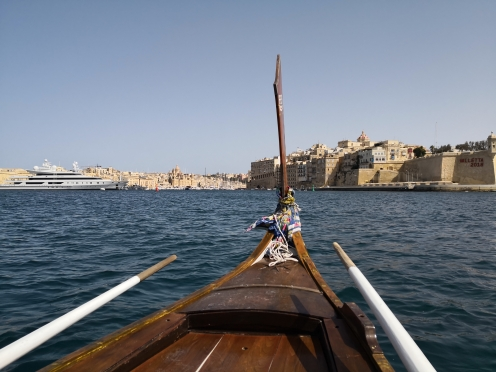
Високий форрштевень дайси

Оскільки дайса використовується для перевезення пасажирів у закритій гавані, конструкція човна легка, а деревина, що використовується при його будівництві, не така міцна, як на інших мальтійських традиційних човнах, таких як каїк, луццу або човен з Гозо, які перевозили більш важкі вантажі та на переміщувались на довші відстані. Ранні дайси мали похилий форштевень і не мали планширів, які зявились до середини XVIII століття. До кінця XVIII століття зявились вертикальні форштевень і ахтерштевень як на носі так і на кормі човна. У XIX столітті форштевень зазвичай мав злегка вигнуту форму, але на початку XX століття його замінили прямим. На перший погляд високі форштевень і ахтерштевень несуть переважно декоративну функцію, але вони корисні при управлінні човном, а також при посадці та висадці пасажирів.
Вважається, що дайси почали фарбувати в яскраві кольори наприкінці XVIII століття, а до середини XIX століття їх часто також прикрашали зображенням Ока Гора. До 1880-х років багато човнів були прикрашені вишуканими квітковими орнаментами, які відрізнялися від човна до човна.
До 1970 року багато дайса почали приводитися в рух підвісними двигунами, а весла стали використовувалися рідко.

## Моделі дайса для регати

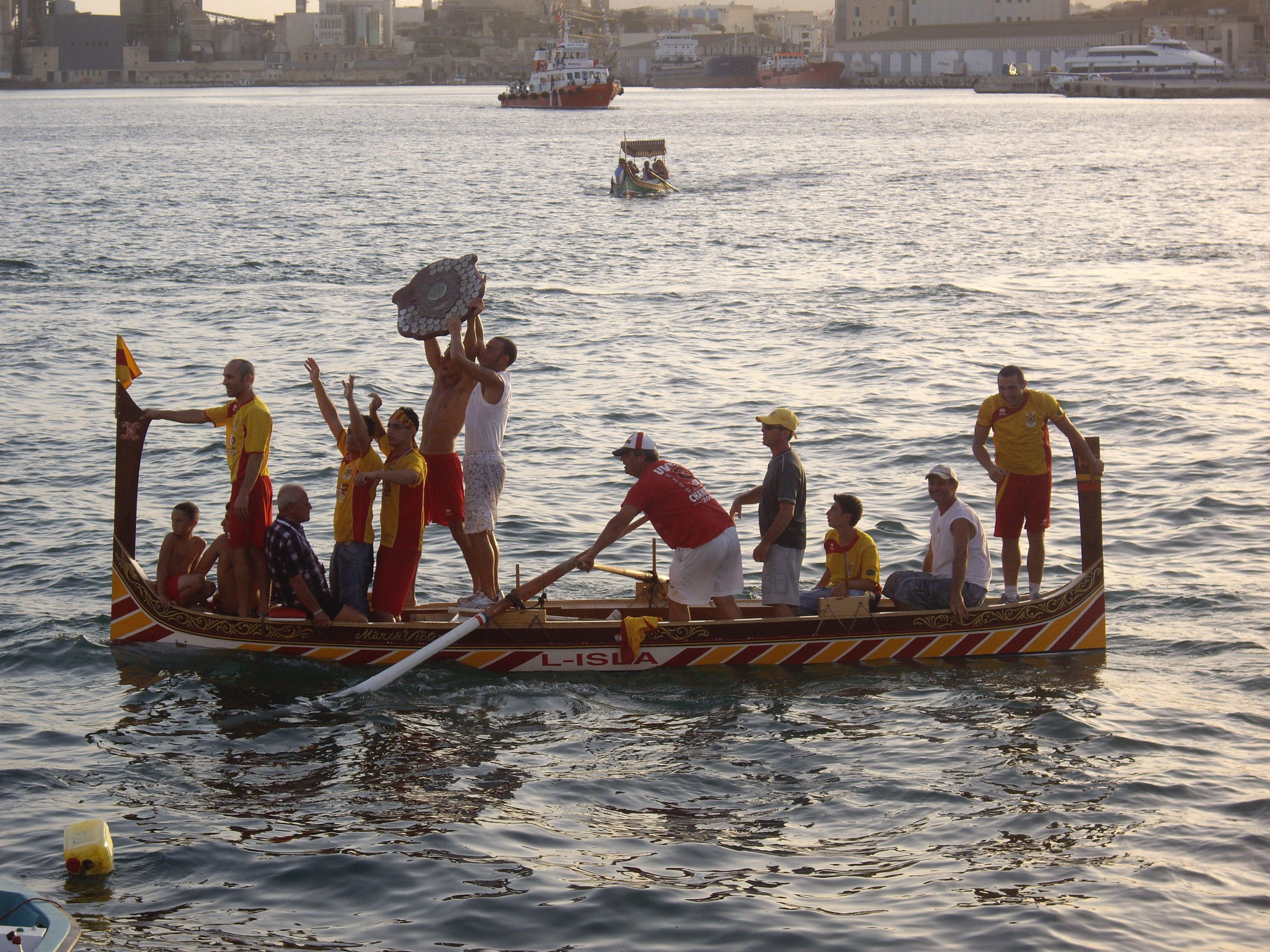
Дайса з Сенглеї, яка перемогла у регаті 8 вересня 2008 року

Човни дайса досі широко використовуються в веслувальних регатах, що проводяться в Великій гавані 31 березня та 8 вересня кожного року. Човни, які використовувалися в гонках, спочатку були ідентичними водним таксі, але з 1930-х років їх почали будувати, щоб бути легшими і швидшими, втративши деякі з традиційних аспектів дайса тал-пас.
Човни для регати будують відповідно до суворих стандартів. Існує два варіанти: дайса тал-пас з двома або чотирма веслами, і більший варіант, відомий як dgħajsa tal-midalji, який також має чотири весла. Човни меншого розміру укомплектовані двома веслувальниками: один стоячий і один сидячий, а човни з чотирма веслами — чотири: двоє стоячих і два сидячих.
Варіанти інших традиційних човнів, каїк і фрейгатина, також беруть участь у регаті.
У 2012 році дві дайси брали участь у Великих річкових перегонах на річці Темза.

## Культурна спадщина

Герб Мальти (1975—1988)

Дайса була зображена на гербі Мальти, який використовувалася з 1975 по 1988 рік.
У пісні Сиріла Тоні «The Ballad of Sammy's Bar» ці човни згадуються в останньому рядку кожного куплета — «Call away the di-so». До пояснення Тоні додав таку примітку: «Дайса — це мальтійська гондола, яку моряки використовують для перетину заток і струмків замість того, щоб об'їжджати їх. На Мальті вони є законним засобом повернення моряків на борт корабля, якщо вони пропустили повернення на "човні свободи". У Британії заборонено використовувати будь-який інший засіб, окрім офіційних катерів, щоб повернутися на корабель».